# Ruiz de Montoya
Ruiz de Montoya är en ort i Argentina.   Den ligger i provinsen Misiones, i den nordöstra delen av landet, 900 km norr om huvudstaden Buenos Aires. Ruiz de Montoya ligger 178 meter över havet och antalet invånare är 3 374.
Terrängen runt Ruiz de Montoya är platt. Närmaste större samhälle är Jardín América, 18,7 km väster om Ruiz de Montoya.
I omgivningarna runt Ruiz de Montoya växer i huvudsak städsegrön lövskog. Runt Ruiz de Montoya är det ganska glesbefolkat, med 32 invånare per kvadratkilometer.